# Pia Zadora
Pia Zadora, pseudoniem van Pia Schipani (Hoboken (New Jersey), 4 mei 1954) is een Amerikaanse actrice en zangeres, van Italiaanse (vader Schipani) en Poolse (moeder Zadorowski) komaf.

## Biografie
Pia Zadora (de naam Zadora is geïnspireerd op de geboortenaam van haar moeder: Zadorowski) werd geboren in de plaats Hoboken, in New Jersey. In 1982 brak ze door. Ze won in dat jaar een Golden Globe als de meest veelbelovende nieuwe ster. Maar ze won ook enkele malen de Golden Raspberry Award, onder meer in de categorie "Slechtste nieuwe ster" (1982) en "Slechtste nieuwe ster van het decennium" (1989). Pia Zadora speelde in verschillende films, zonder dat er echte grote filmhits bij zaten.
Als zangeres scoorde ze verschillende hits in de jaren 80. Het bekendst is ze van het nummer When the Rain Begins to Fall, een duet met Jermaine Jackson uit 1984 dat in Nederland de nummer 1-positie behaalde in de destijds drie hitlijsten op de nationale popzender Hilversum 3: de Nederlandse Top 40, Nationale Hitparade en de TROS Top 50. In de Europese hitlijst op Hilversum 3, de TROS Europarade, werd de 2e positie bereikt.
Pia Zadora kreeg veel kritiek over zich heen toen zij en haar man in 1988 het huis Pickfair in Hollywood kochten en sloopten. Pickfair, dat in het verleden bewoond werd door sterren van de stomme film, Mary Pickford en Douglas Fairbanks, gold als een van de meest karakteristieke en bekende private eigendommen van Hollywood.

### Privé
Zadora is drie keer getrouwd geweest, waaronder van 1977 tot 1993 met de joodse zakenman Meshulam Riklis. Ze heeft een dochter en twee zoons.

## Filmografie
- 1964 - Santa Claus Conquers the Martians
- 1982 - Butterfly
- 1982 - Fake-Out aka Nevada Heat
- 1983 - The Lonely Lady
- 1987 - Voyage of the Rock Aliens
- 1988 - Hairspray
- 1994 - Naked Gun 33⅓: The Final Insult

### Televisie
- 1984 - Pajama Tops
- 1990 - Mother Goose Rock 'n' Rhyme
- 1999 - Frasier (1 episode, 1999)

## Discografie
- 1982 - 'Pia'
- 1984 - 'Let's Dance Tonight'
- 1985 - 'Pia & Phil' (z London Philharmonic Orchestra)
- 1986 - 'I Am What I Am'
- 1988 - 'When The Lights Go Out'
- 1989 - 'Pia Z.'

### NPO Radio 2 Top 2000
| Nummer met noteringen in de NPO Radio 2 Top 2000    | '99 | '00  | '01  | '02  | '03  | '04  | '05  |
| --------------------------------------------------- | --- | ---- | ---- | ---- | ---- | ---- | ---- |
| When the Rain Begins to Fall (met Jermaine Jackson) | 986 | 1408 | 1852 | 1676 | 1910 | 1987 | 1957 |

1. ↑  Een vetgedrukt getal geeft de hoogste notering aan.
2. ↑  Deze tabel is bijgewerkt tot en met de meest recente editie (2024).

## Prijzen en nominaties

### Golden Globe Award
- gewonnen: 1981 - Nieuwe Ster van het Jaar, Butterfly[1]

### Grammy Awards
- Genomineerd: 1985 - Best Rock Vocal Performance Female, voor "Rock It Out"[2]

### Golden Raspberry Awards
- Gewonnen: 1983 - Slechtste Nieuwe Ster, 'Butterfly'
- Gewonnen: 1983 - Slechtste Actrice, 'Butterfly'
- Gewonnen: 1984 - Slechtste Actrice, 'The Lonely Lady'
- Gewonnen: 1990 - Slechtste Nieuw Ster van het decennium, 'Butterfly' and 'The Lonely Lady'
- Genomineerd: 1990 - Slechtste Actrice van het decennium, 'Butterfly' and 'The Lonely Lady'
- Genomineerd: 2000 - Slechtste Actrice van de Eeuw, 'Voyage of the Rock Aliens', 'Butterfly', and 'The Lonely Lady'

### Golden Apple Award
- Gewonnen: 1982 - Sour Apple

### ShoWest Award
- Gewonnen: 1982 - Young Star of the Year